# Vốn cổ phần tư nhân
Vốn tư nhân ( PE ) là cổ phần trong một công ty tư nhân không chào bán cổ phiếu cho công chúng. Trong lĩnh vực tài chính, vốn cổ phần tư nhân được cung cấp cho các quỹ đầu tư chuyên biệt và các công ty hợp danh trách nhiệm hữu hạn, những đối tượng này thường đóng vai trò tích cực trong quản lý và cơ cấu lại các công ty.. Trong cách sử dụng thông thường, "vốn cổ phần tư nhân" có thể đề cập các công ty đầu tư này, thay vì các công ty mà họ đầu tư vào. 
Vốn cổ phần tư nhân (Private Equity - PE) được đầu tư vào một công ty mục tiêu thông qua một công ty quản lý đầu tư ( công ty vốn cổ phần tư nhân ), quỹ đầu tư mạo hiểm (venture capital) hoặc nhà đầu tư thiên thần (angel investor). Mỗi nhóm nhà đầu tư này có các mục tiêu tài chính, phương pháp quản lý và chiến lược đầu tư riêng để thu lợi từ khoản đầu tư. Vốn cổ phần tư nhân cung cấp nguồn vốn lưu động cho công ty mục tiêu để tài trợ cho việc mở rộng quy mô, phát triển sản phẩm/dịch vụ mới, tái cấu trúc hoạt động và quản lý, đồng thời nắm quyền kiểm soát và sở hữu chính thức đối với công ty.
Là một sản phẩm tài chính, quỹ cổ phần tư nhân (private equity fund) là một loại vốn tư nhân được sử dụng để tài trợ cho chiến lược đầu tư dài hạn trong một doanh nghiệp kinh doanh kém thanh khoản .  Đầu tư vào quỹ cổ phần tư nhân đã được giới truyền thông tài chính mô tả như một sự đổi mới bề ngoài của các công ty quản lý đầu tư, vốn chuyên thực hiện các thương vụ mua lại có đòn bẩy tài chính (leveraged buyout) đối với các công ty gặp khó khăn tài chính.
Đánh giá về lợi nhuận của đầu tư cổ phần tư nhân (private equity) có nhiều ý kiến trái chiều: một số nghiên cứu cho thấy nó vượt trội hơn so với đầu tư vào cổ phiếu niêm yết (public equity), nhưng một số khác lại cho kết quả ngược lại.

## Các tính năng chính
Một số đặc điểm chính của đầu tư vốn cổ phần tư nhân bao gồm:
- Người quản lý đầu tư (nhà đầu tư cổ phần tư nhân) huy động vốn từ các nhà đầu tư tổ chức (ví dụ: quỹ phòng hộ, quỹ hưu trí, quỹ tài trợ đại học và các cá nhân có giá trị tài sản ròng cực cao) để theo đuổi một chiến lược đầu tư cụ thể.
  - Số tiền huy động được sẽ được đưa vào một quỹ đầu tư, trong đó nhà quản lý đầu tư đóng vai trò là đối tác chung (General Partner - GP), còn các nhà đầu tư tổ chức đóng vai trò là đối tác góp vốn (Limited Partners - LPs).[6]
- Nhà quản lý đầu tư sau đó mua lại các phần sở hữu cổ phần trong các công ty bằng cách sử dụng kết hợp giữa vốn cổ phần và vốn vay, với mục tiêu tạo ra lợi nhuận từ khoản vốn cổ phần đã đầu tư, bao gồm cả các khoản đầu tư cổ phần tiếp theo vào các công ty mục tiêu, trong một khoảng thời gian mục tiêu dựa trên quỹ đầu tư và chiến lược cụ thể (thường là 4–7 năm).[7]
- Từ góc độ mô hình hóa tài chính, các công cụ chính mà các nhà đầu tư cổ phần tư nhân có thể sử dụng để thúc đẩy lợi nhuận bao gồm:
  - Tăng trưởng doanh thu
  - Mở rộng biên lợi nhuận (thường là biên lợi nhuận EBITDA )
  - Tạo ra dòng tiền tự do / giảm nợ
  - Mở rộng hệ số định giá (thường là hệ số Giá trị doanh nghiệp / EBITDA)
- Các chiến lược tạo giá trị có thể khác biệt đáng kể tùy thuộc vào từng quỹ cổ phần tư nhân. Ví dụ, một số nhà đầu tư có thể hướng đến việc tăng doanh số bán hàng ở các thị trường mới hoặc hiện có (thúc đẩy tăng trưởng doanh thu), trong khi những nhà đầu tư khác có thể tìm cách giảm chi phí thông qua việc cắt giảm nhân sự (mở rộng biên lợi nhuận). Nhiều chiến lược cũng bao gồm việc tái cấu trúc quản trị công ty, chẳng hạn như thiết lập Hội đồng Quản trị hoặc cập nhật cơ cấu báo cáo quản lý của công ty mục tiêu.[8]
- Việc sử dụng vốn vay  để mua lại công ty sẽ làm tăng tỷ suất lợi nhuận trên vốn chủ sở hữu (ROE) của khoản đầu tư bằng cách giảm lượng vốn chủ sở hữu ban đầu cần thiết để mua công ty mục tiêu. Hơn nữa, các khoản thanh toán lãi vay được khấu trừ thuế, do đó vốn vay giúp giảm thuế doanh nghiệp và từ đó tăng tổng dòng tiền sau thuế mà doanh nghiệp tạo ra.
  - Sau một loạt các vụ phá sản gây chấn động, [9] việc sử dụng đòn bẩy mạnh tay bởi các quỹ cổ phần tư nhân đã giảm trong những thập kỷ gần đây. Năm 2005, khoảng 70% giá trị trung bình của một thương vụ mua lại cổ phần tư nhân được tài trợ bằng nợ, nhưng đến năm 2020, con số này đã giảm xuống còn khoảng 50%. [10]
  - Các công ty chấp nhận rủi ro hoạt động lớn (ví dụ: "tái cấu trúc doanh nghiệp") thường áp dụng mức đòn bẩy thấp hơn nhiều đối với các công ty được mua lại để cung cấp cho ban quản lý sự linh hoạt tài chính cao hơn. Ngược lại, các công ty chấp nhận ít rủi ro hoạt động hơn thường cố gắng tối đa hóa đòn bẩy khả dụng và tập trung vào các khoản đầu tư tạo ra dòng tiền mạnh và ổn định, cần thiết để chi trả các khoản nợ lớn hơn.[11]
- Theo thời gian, "cổ phần tư nhân (private equity)" đã được dùng để chỉ nhiều chiến lược đầu tư khác nhau, bao gồm mua lại có đòn bẩy (leveraged buyout), đầu tư vào chứng khoán khó khăn tài chính (distressed securities), đầu tư mạo hiểm(venture capital), vốn tăng trưởng (growth capital) và vốn trung gian (mezzanine capital). Một trong những điểm khác biệt đáng chú ý nhất giữa mua lại có đòn bẩy và các chiến lược khác là các thương vụ mua lại thường là "vị thế cổ phần kiểm soát", vì các quỹ mua lại thường mua phần sở hữu đa số trong các công ty mục tiêu, trong khi các chiến lược đầu tư khác thường mua phần sở hữu thiểu số ("không kiểm soát"), làm giảm khả năng thực hiện các thay đổi mang tính chuyển đổi ở các công ty mục tiêu.
- Đối với các thương vụ lớn, các nhà đầu tư cổ phần tư nhân thường đầu tư cùng nhau trong một liên minh đầu tư (syndicate), nhằm cùng hưởng lợi từ việc đa dạng hóa rủi ro, bổ sung thông tin và kỹ năng đầu tư, cũng như tăng cường kết nối cho các khoản đầu tư trong tương lai. [12]

## Chiến lược
Dưới đây là các chiến lược mà các công ty cổ phần tư nhân có thể sử dụng, trong đó mua lại có đòn bẩy là phổ biến nhất.

### Mua lại có đòn bẩy

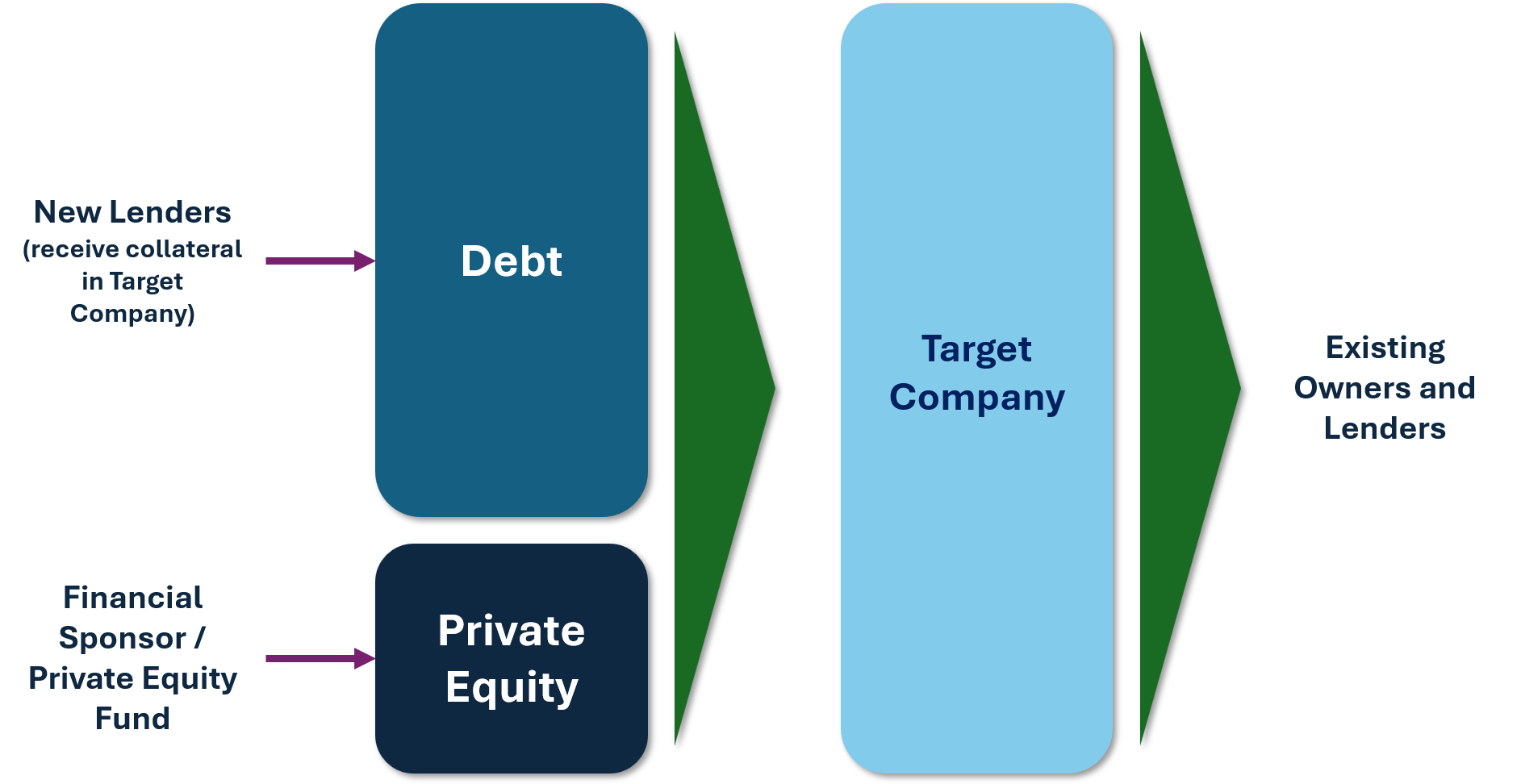
Sơ đồ cấu trúc cơ bản của một giao dịch mua lại có đòn bẩy chung

Mua lại bằng đòn bẩy (LBO) đề cập đến một chiến lược đầu tư vào vốn chủ sở hữu như một phần của giao dịch mà trong đó một công ty, đơn vị kinh doanh hoặc tài sản kinh doanh được mua lại từ các cổ đông hiện tại, thường bằng cách sử dụng đòn bẩy tài chính. Các công ty tham gia vào các giao dịch này thường là những doanh nghiệp đã phát triển ổn định và tạo ra dòng tiền từ hoạt động kinh doanh.
Các công ty vốn tư nhân xem các doanh nghiệp mục tiêu là một trong hai loại:
- Công ty nền tảng (Platform companies): Đây là những công ty có quy mô đủ lớn và mô hình kinh doanh thành công để hoạt động độc lập.
- Các thương vụ mua lại bổ sung (add-on / tuck-in / bolt-on acquisitions): Bao gồm những công ty có quy mô chưa đủ lớn hoặc có những hạn chế khác, cần được sáp nhập vào một công ty nền tảng để phát triển.[15] [16]

Mua lại bằng đòn bẩy (LBO) liên quan đến việc một nhà tài trợ tài chính thực hiện thương vụ mua lại mà không tự bỏ ra toàn bộ số vốn cần thiết. Để làm điều này, nhà tài trợ tài chính sẽ huy động khoản nợ mua lại, trong đó dòng tiền của công ty mục tiêu sẽ được sử dụng để thanh toán lãi suất và gốc của khoản vay. Khoản nợ mua lại trong một thương vụ LBO thường không có quyền truy đòi đối với nhà tài trợ tài chính và không thể yêu cầu bồi thường từ các khoản đầu tư khác do nhà tài trợ quản lý. Do đó, cấu trúc tài chính của một giao dịch LBO đặc biệt hấp dẫn đối với các đối tác hữu hạn (limited partners) của quỹ, vì họ có thể hưởng lợi từ đòn bẩy tài chính nhưng vẫn giới hạn được mức độ trách nhiệm đối với khoản nợ đó.
Cấu trúc tài chính sử dụng đòn bẩy này mang lại hai lợi ích chính cho nhà tài trợ tài chính trong một thương vụ LBO:
1. Nhà đầu tư chỉ cần cung cấp một phần nhỏ vốn cho thương vụ mua lại.
2. Lợi nhuận của nhà đầu tư sẽ được gia tăng, miễn là tỷ suất lợi nhuận trên tài sản cao hơn chi phí nợ vay.[17]

Tỷ lệ nợ vay được sử dụng để tài trợ cho một thương vụ mua lại bằng đòn bẩy (LBO) so với tổng giá mua lại phụ thuộc vào tình hình tài chính và lịch sử của công ty mục tiêu, điều kiện thị trường, mức độ sẵn sàng cấp tín dụng của các bên cho vay (bao gồm cả nhà tài trợ tài chính của LBO và công ty được mua lại), chi phí lãi vay và khả năng chi trả lãi vay của công ty.
Về mặt lịch sử, tỷ lệ nợ trong một thương vụ LBO thường dao động từ 60% đến 90% tổng giá mua lại. Trong giai đoạn từ năm 2000 đến 2005, tỷ lệ nợ trung bình trong các thương vụ LBO tại Hoa Kỳ nằm trong khoảng 59,4% đến 67,9% tổng giá mua lại.

#### Ví dụ đơn giản về mua lại có đòn bẩy
Một quỹ vốn tư nhân, ABC Capital II, vay 9 tỷ USD từ một ngân hàng (hoặc tổ chức cho vay khác). Sau đó, quỹ này bổ sung thêm 2 tỷ USD vốn chủ sở hữu – bao gồm tiền từ các đối tác của quỹ và các đối tác hữu hạn. Với tổng số 11 tỷ USD, quỹ tiến hành mua lại toàn bộ cổ phần của một công ty hoạt động kém hiệu quả, XYZ Industrial (sau khi đã thực hiện thẩm định chi tiết, tức là kiểm tra sổ sách tài chính).
Sau khi mua lại, quỹ thay thế ban lãnh đạo cấp cao của XYZ Industrial bằng một đội ngũ mới có nhiệm vụ tinh gọn hoạt động của công ty. Điều này có thể bao gồm cắt giảm nhân sự, bán bớt một số tài sản, v.v. Mục tiêu cuối cùng là gia tăng giá trị của công ty để có thể bán lại sớm với mức giá cao hơn.
Thị trường chứng khoán đang trong giai đoạn tăng trưởng mạnh (bull market), và XYZ Industrial được bán lại sau hai năm với giá 13 tỷ USD, mang lại khoản lợi nhuận 2 tỷ USD.
Khoản vay ban đầu hiện có thể được thanh toán, bao gồm cả lãi suất khoảng 0,5 tỷ USD. Số lợi nhuận còn lại 1,5 tỷ USD sẽ được chia cho các đối tác của quỹ.
Khoản lợi nhuận này sẽ bị đánh thuế theo <b>thuế lãi vốn</b> (capital gains tax), mức thuế này tại Hoa Kỳ thường thấp hơn so với thuế thu nhập thông thường.
Lưu ý rằng một phần lợi nhuận này đến từ việc tái cơ cấu và cải thiện hoạt động của công ty, nhưng một phần khác đến từ sự tăng giá chung của cổ phiếu trong bối cảnh thị trường chứng khoán sôi động. Thường thì yếu tố thứ hai – tức là sự tăng trưởng của thị trường – chiếm tỷ trọng lớn hơn trong tổng lợi nhuận thu được.
Ghi chú:
- Các bên cho vay (tức là những người đã cấp khoản vay 9 tỷ USD trong ví dụ) có thể bảo hiểm rủi ro vỡ nợ bằng cách phân tán rủi ro thông qua <b>cho vay hợp vốn</b> (syndicating the loan), mua <b>hợp đồng hoán đổi rủi ro tín dụng</b> (CDS – Credit Default Swaps) hoặc giao dịch chứng khoán hóa nợ có tài sản đảm bảo (CDO – Collateralized Debt Obligations) với các tổ chức tài chính khác.
- Thông thường, khoản nợ/vốn đầu tư (11 tỷ USD trong ví dụ) không được thanh toán ngay sau khi bán công ty, mà được giữ lại trên sổ sách của XYZ Industrial, để công ty tự trả dần theo thời gian. Điều này có thể mang lại lợi ích tài chính vì chi phí lãi vay có thể được khấu trừ vào lợi nhuận của công ty, giúp giảm hoặc thậm chí loại bỏ nghĩa vụ thuế.
- Phần lớn các thương vụ mua lại có quy mô nhỏ hơn nhiều; ví dụ, vào năm 2013, giá trị trung bình của một thương vụ mua lại trên toàn cầu là 89 triệu USD.[20]
- Công ty mục tiêu (XYZ Industrial trong ví dụ) không nhất thiết phải được niêm yết trên thị trường chứng khoán sau khi mua lại. Thực tế, hầu hết các thương vụ thoái vốn sau năm 2000 không phải là IPOs (phát hành cổ phiếu lần đầu ra công chúng).[21]
- Tuy nhiên, các thương vụ mua lại có thể thất bại, và trong những trường hợp đó, đòn bẩy tài chính không chỉ làm tăng lợi nhuận khi thành công mà còn khuếch đại mức lỗ khi mọi thứ diễn ra không như kế hoạch.

### Vốn tăng trưởng
<b>Vốn tăng trưởng</b> (Growth capital) đề cập đến các khoản đầu tư cổ phần, thường là đầu tư thiểu số, vào các công ty tương đối trưởng thành đang tìm kiếm vốn để mở rộng hoặc tái cấu trúc hoạt động, thâm nhập thị trường mới hoặc tài trợ cho một thương vụ mua lại lớn mà không làm thay đổi quyền kiểm soát doanh nghiệp. 
Các công ty tìm kiếm vốn tăng trưởng (growth capital) thường làm như vậy để tài trợ cho một sự kiện chuyển đổi trong vòng đời của họ. Những công ty này thường trưởng thành hơn so với các công ty được tài trợ bởi vốn mạo hiểm (venture capital), có khả năng tạo ra doanh thu và lợi nhuận hoạt động, nhưng không thể tạo đủ dòng tiền để tài trợ cho các đợt mở rộng lớn, thương vụ mua lại hoặc các khoản đầu tư khác. Do thiếu quy mô, các công ty này thường khó tìm được các kênh thay thế để huy động vốn cho tăng trưởng, vì vậy việc tiếp cận vốn tăng trưởng có thể là yếu tố then chốt để theo đuổi việc mở rộng cơ sở vật chất, các sáng kiến bán hàng và tiếp thị, mua sắm thiết bị, và phát triển sản phẩm mới.
Chủ sở hữu chính của công ty có thể không muốn tự mình chịu  . Bằng cách bán một phần công ty cho vốn tư nhân, chủ sở hữu có thể lấy ra một số giá trị và chia sẻ rủi ro tăng trưởng với các đối tác. Chủ sở hữu chính của công ty có thể không muốn tự mình gánh chịu rủi ro tài chính. Bằng cách bán một phần công ty cho cổ phần tư nhân (private equity), chủ sở hữu có thể thu về một phần giá trị và chia sẻ rủi ro tăng trưởng với các đối tác. Vốn cũng có thể được sử dụng để thực hiện tái cấu trúc bảng cân đối kế toán của một công ty, đặc biệt là để giảm lượng đòn bẩy (hoặc nợ) mà công ty có trên bảng cân đối kế toán.
<b>Đầu tư tư nhân vào cổ phiếu niêm yết</b> (Private Investment in Public Equity - PIPE) đề cập đến một hình thức đầu tư vốn tăng trưởng vào một công ty đại chúng. Các khoản đầu tư PIPE thường được thực hiện dưới dạng chứng khoán chuyển đổi hoặc ưu đãi không được đăng ký trong một khoảng thời gian nhất định. 
Registered Direct (RD) là một công cụ tài chính phổ biến khác được sử dụng cho vốn tăng trưởng. Registered Direct tương tự như PIPE, nhưng được bán dưới dạng chứng khoán đã đăng ký.

### Vốn Mezzanine (Mezzanine Capital)
Vốn mezzanine đề cập đến các khoản nợ thứ cấp hoặc chứng khoán vốn ưu đãi, thường đại diện cho phần vốn cơ bản nhất trong cơ cấu vốn của một công ty, nhưng vẫn cao hơn so với vốn cổ phần phổ thông. Hình thức tài trợ này thường được các nhà đầu tư cổ phần tư nhân sử dụng để giảm lượng vốn cổ phần cần thiết để tài trợ cho một thương vụ mua lại có đòn bẩy hoặc mở rộng quy mô lớn. Vốn mezzanine, thường được các công ty nhỏ hơn không thể tiếp cận thị trường trái phiếu lợi suất cao sử dụng, cho phép các công ty này vay thêm vốn vượt quá mức mà các ngân hàng truyền thống sẵn lòng cung cấp thông qua các khoản vay ngân hàng. Để đền bù cho rủi ro gia tăng, các chủ nợ mezzanine yêu cầu tỷ suất lợi nhuận cao hơn so với các chủ nợ có bảo đảm hoặc các chủ nợ cao cấp khác.  Chứng khoán mezzanine thường được cấu trúc với một khoản lãi suất hiện tại.

### Vốn Mạo Hiểm (Venture Capital - VC)
Vốn mạo hiểm là một phân nhánh rộng của cổ phần tư nhân, đề cập đến các khoản đầu tư cổ phần, thường được thực hiện vào các công ty chưa trưởng thành, để khởi động một công ty khởi nghiệp (startup), phát triển giai đoạn đầu hoặc mở rộng hoạt động kinh doanh. Đầu tư mạo hiểm thường được tìm thấy trong việc ứng dụng công nghệ mới, khái niệm tiếp thị mới và sản phẩm mới chưa có thành tích ổn định hoặc dòng doanh thu ổn định.
Vốn mạo hiểm thường được chia nhỏ theo giai đoạn phát triển của công ty, từ vốn giai đoạn đầu được sử dụng để khởi động các công ty khởi nghiệp đến vốn giai đoạn cuối và vốn tăng trưởng, thường được sử dụng để tài trợ cho việc mở rộng các doanh nghiệp hiện có đang tạo ra doanh thu nhưng có thể chưa có lãi hoặc chưa tạo ra dòng tiền để tài trợ cho tăng trưởng trong tương lai.
Các doanh nhân thường phát triển sản phẩm và ý tưởng đòi hỏi vốn đáng kể trong giai đoạn hình thành vòng đời của công ty. Nhiều doanh nhân không có đủ vốn để tự tài trợ cho các dự án, và do đó, họ phải tìm kiếm nguồn tài chính bên ngoài.  Nhu cầu của nhà đầu tư mạo hiểm trong việc mang lại lợi nhuận cao để bù đắp rủi ro của các khoản đầu tư này khiến vốn mạo hiểm trở thành một nguồn vốn đắt đỏ đối với các công ty. Việc có thể đảm bảo nguồn tài chính là yếu tố quan trọng đối với bất kỳ doanh nghiệp nào, cho dù đó là một công ty khởi nghiệp đang tìm kiếm vốn mạo hiểm hay một công ty cỡ vừa cần thêm tiền mặt để phát triển.  Vốn mạo hiểm phù hợp nhất với các doanh nghiệp có yêu cầu vốn ban đầu lớn mà không thể được tài trợ bởi các lựa chọn thay thế rẻ hơn như nợ. Mặc dù vốn mạo hiểm thường được liên kết chặt chẽ với các lĩnh vực công nghệ, chăm sóc sức khỏe và công nghệ sinh học phát triển nhanh, nhưng nó cũng đã được sử dụng cho các doanh nghiệp truyền thống hơn.  
Các nhà đầu tư thường cam kết đầu tư vào các quỹ mạo hiểm như một phần của danh mục đầu tư cổ phần tư nhân đa dạng hơn, nhưng cũng để theo đuổi lợi nhuận lớn hơn mà chiến lược này có tiềm năng mang lại. Tuy nhiên, trong những năm gần đây, các quỹ mạo hiểm đã mang lại lợi nhuận thấp hơn cho nhà đầu tư so với các loại quỹ cổ phần tư nhân khác, đặc biệt là quỹ mua lại.

### Chứng khoán khó khăn tài chính (Distressed Securities)
Danh mục chứng khoán khó khăn tài chính bao gồm các chiến lược tài chính để đầu tư vốn làm việc một cách có lợi nhuận vào cổ phần và chứng khoán của các công ty gặp khó khăn tài chính.    Việc đầu tư vốn cổ phần tư nhân vào chứng khoán khó khăn tài chính được thực hiện thông qua hai chiến lược tài chính chính:
1. Đầu tư "Distressed-to-Control" (hay "Loan-to-Own"): Nhà đầu tư mua các chứng khoán nợ với hy vọng giành quyền sở hữu và kiểm soát cổ phần của công ty sau khi tài trợ cho việc tái cấu trúc doanh nghiệp mục tiêu.
2. Đầu tư "Special Situations" (hay "Turnaround"): Nhà đầu tư mua các chứng khoán nợ và đầu tư cổ phần để sử dụng làm nguồn tài chính cứu trợ, nhằm khôi phục khả năng sinh lời của công ty mục tiêu đang gặp khó khăn tài chính.

Ngoài ra, các chiến lược đầu tư cổ phần tư nhân của quỹ phòng hộ (hedge funds) cũng bao gồm việc giao dịch tích cực các khoản vay và trái phiếu do các công ty mục tiêu gặp khó khăn tài chính nắm giữ hoặc phát hành. 

### Đầu tư thứ cấp (Secondaries)
Đầu tư thứ cấp đề cập đến các khoản đầu tư vào tài sản cổ phần tư nhân hiện có. Các giao dịch này có thể liên quan đến việc bán lợi ích trong các quỹ cổ phần tư nhân hoặc danh mục đầu tư trực tiếp vào các công ty tư nhân thông qua việc mua lại các khoản đầu tư này từ các nhà đầu tư tổ chức hiện tại.  Về bản chất, lớp tài sản cổ phần tư nhân có tính thanh khoản thấp và được thiết kế để trở thành khoản đầu tư dài hạn cho các nhà đầu tư mua và nắm giữ. Đầu tư thứ cấp cho phép các nhà đầu tư tổ chức, đặc biệt là những người mới tham gia vào lớp tài sản này, đầu tư vào cổ phần tư nhân từ các quỹ cũ hơn so với những gì họ có thể tiếp cận được. Đầu tư thứ cấp cũng thường có dòng tiền khác biệt, làm giảm hiệu ứng đường cong J (j-curve effect) khi đầu tư vào các quỹ cổ phần tư nhân mới.  
Thông thường, các khoản đầu tư thứ cấp được thực hiện thông qua các phương tiện quỹ của bên thứ ba, có cấu trúc tương tự như quỹ của các quỹ (fund of funds), mặc dù nhiều nhà đầu tư tổ chức lớn đã mua lợi ích trong các quỹ cổ phần tư nhân thông qua các giao dịch thứ cấp.  Người bán các khoản đầu tư vào quỹ cổ phần tư nhân không chỉ bán các khoản đầu tư trong quỹ mà còn bán cả các cam kết chưa được tài trợ còn lại của họ đối với quỹ.

### Các chiến lược khác
Các chiến lược khác có thể được coi là cổ phần tư nhân hoặc liên quan chặt chẽ đến thị trường này bao gồm:
- Bất động sản: Trong bối cảnh cổ phần tư nhân, điều này thường đề cập đến các khoản đầu tư có rủi ro cao hơn, bao gồm các quỹ "giá trị gia tăng" (value-added) và quỹ cơ hội (opportunity funds), nơi các khoản đầu tư thường giống với các thương vụ mua lại có đòn bẩy hơn là đầu tư bất động sản truyền thống. Một số nhà đầu tư cổ phần tư nhân coi bất động sản là một lớp tài sản riêng biệt.

- Cơ sở hạ tầng: Đầu tư vào các công trình công cộng (ví dụ: cầu, đường hầm, đường thu phí, sân bay, giao thông công cộng và các công trình công cộng khác) như một phần của sáng kiến tư nhân hóa từ phía chính phủ.
- Năng lượng và Điện lực: Đầu tư vào nhiều loại công ty (thay vì tài sản) tham gia vào sản xuất và bán năng lượng, bao gồm khai thác nhiên liệu, sản xuất, lọc dầu và phân phối (Năng lượng) hoặc các công ty tham gia vào sản xuất hoặc truyền tải điện năng (Điện lực).
- <b>Ngân hàng đầu tư</b> (Merchant banking): Đầu tư cổ phần tư nhân được đàm phán bởi các tổ chức tài chính vào các chứng khoán chưa đăng ký của các công ty tư nhân hoặc đại chúng. [34]
- <b>Quỹ của các quỹ</b> (Fund of funds): Đầu tư vào một quỹ mà hoạt động chính là đầu tư vào các quỹ cổ phần tư nhân khác. Mô hình quỹ của các quỹ được sử dụng bởi các nhà đầu tư tìm kiếm:

- Sự đa dạng hóa nhưng không có đủ vốn để tự đa dạng hóa danh mục đầu tư.
- Tiếp cận các quỹ hoạt động hàng đầu vốn đã quá huy động vốn.
- Kinh nghiệm trong một loại quỹ hoặc chiến lược cụ thể trước khi đầu tư trực tiếp vào các quỹ trong lĩnh vực đó.
- Tiếp cận các thị trường khó tiếp cận và/hoặc thị trường mới nổi.
- Lựa chọn quỹ vượt trội bởi các nhà quản lý/quỹ có tài năng cao.

- <b>Quỹ tìm kiếm</b> (Search fund): Một quỹ tìm kiếm là một công cụ đầu tư mà thông qua đó một doanh nhân (được gọi là "người tìm kiếm") huy động vốn từ các nhà đầu tư để mua lại một doanh nghiệp nhỏ hiện có. [35] Sau khi mua lại, doanh nhân này đảm nhận vai trò điều hành trong công ty được mua lại, chẳng hạn như CEO hoặc Chủ tịch. [36]
- <b>Quỹ tiền quyền</b> (Royalty fund): Một khoản đầu tư mua lại dòng doanh thu ổn định từ việc thanh toán bản quyền. Một phân nhánh đang phát triển của loại hình này là quỹ bản quyền chăm sóc sức khỏe, trong đó một nhà quản lý quỹ cổ phần tư nhân mua lại dòng bản quyền được trả bởi một công ty dược phẩm cho chủ sở hữu bằng sáng chế thuốc. Chủ sở hữu bằng sáng chế có thể là một công ty khác, một nhà phát minh cá nhân hoặc một tổ chức nào đó, chẳng hạn như một trường đại học nghiên cứu. [37]

Để bù đắp cho việc cổ phần tư nhân không được giao dịch trên thị trường công khai, một <b>thị trường thứ cấp cổ phần tư nhân</b> đã hình thành, nơi các nhà đầu tư cổ phần tư nhân mua lại chứng khoán và tài sản từ các nhà đầu tư cổ phần tư nhân khác.

## Đầu tư vào cổ phần tư nhân

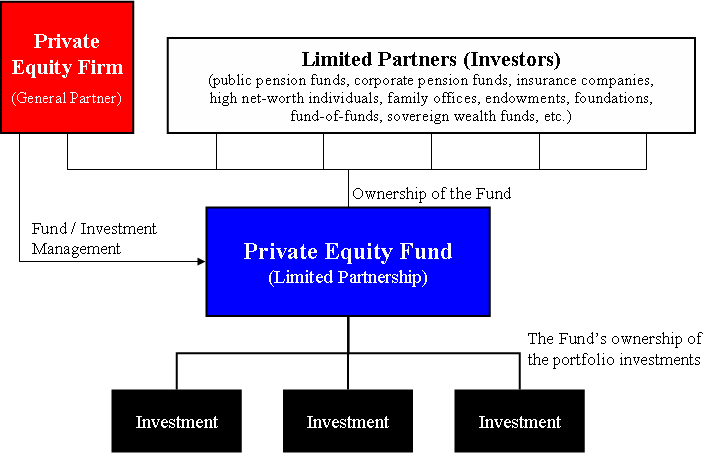
Sơ đồ cấu trúc của một quỹ đầu tư tư nhân chung

### Giao dịch thứ cấp với phần góp vốn của nhà đầu tư (LP Interest Secondaries)

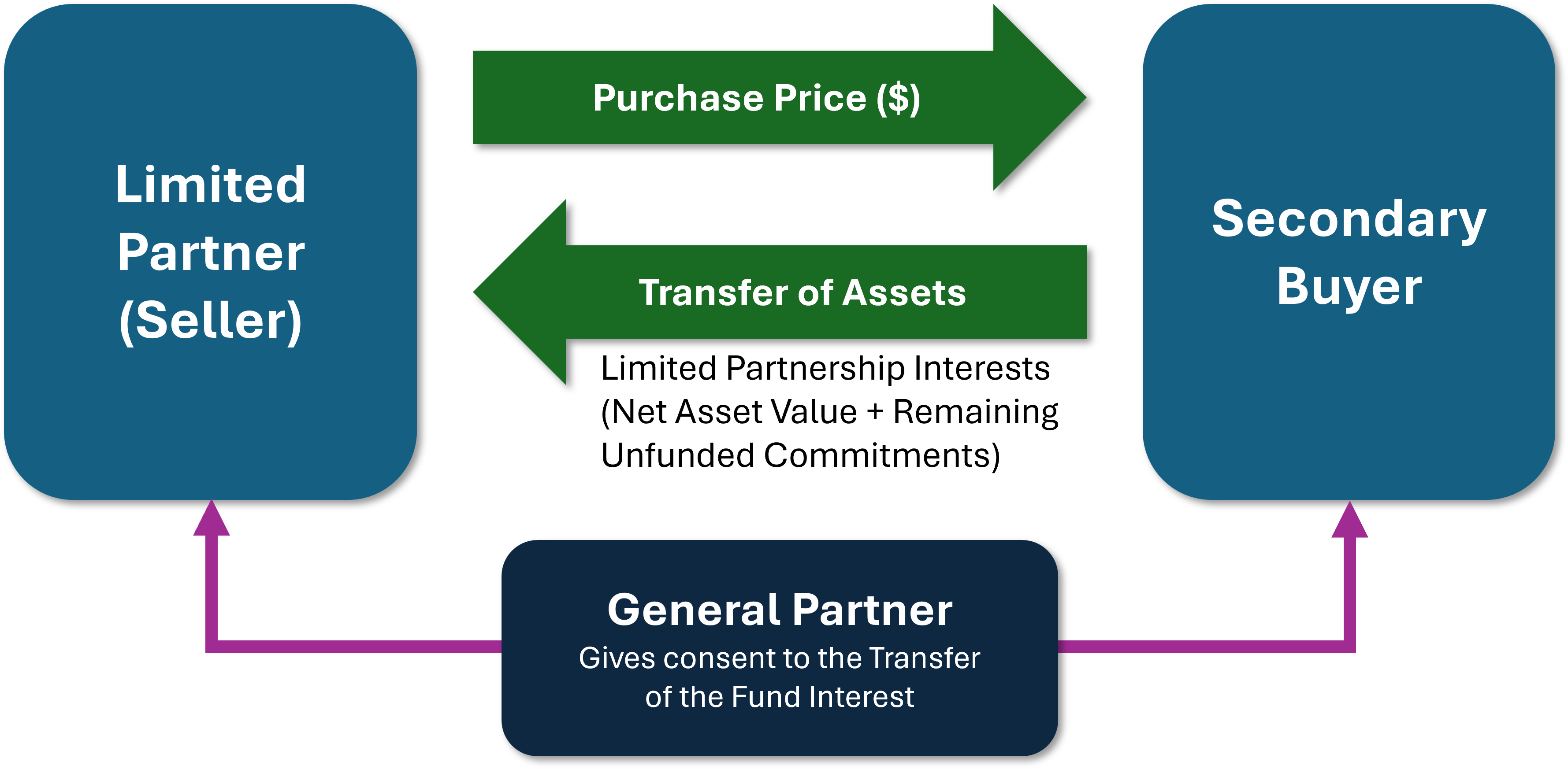
Sơ đồ minh họa đơn giản về việc chuyển nhượng phần góp vốn trong quỹ theo hình thức thị trường thứ cấp. Người mua thực hiện một khoản thanh toán tiền mặt duy nhất cho người bán để đổi lấy cả phần vốn đã đầu tư trong quỹ và các cam kết vốn chưa giải ngân còn lại.

### Giao dịch thứ cấp do bên quản lý quỹ khởi xướng (GP-Led Secondaries)

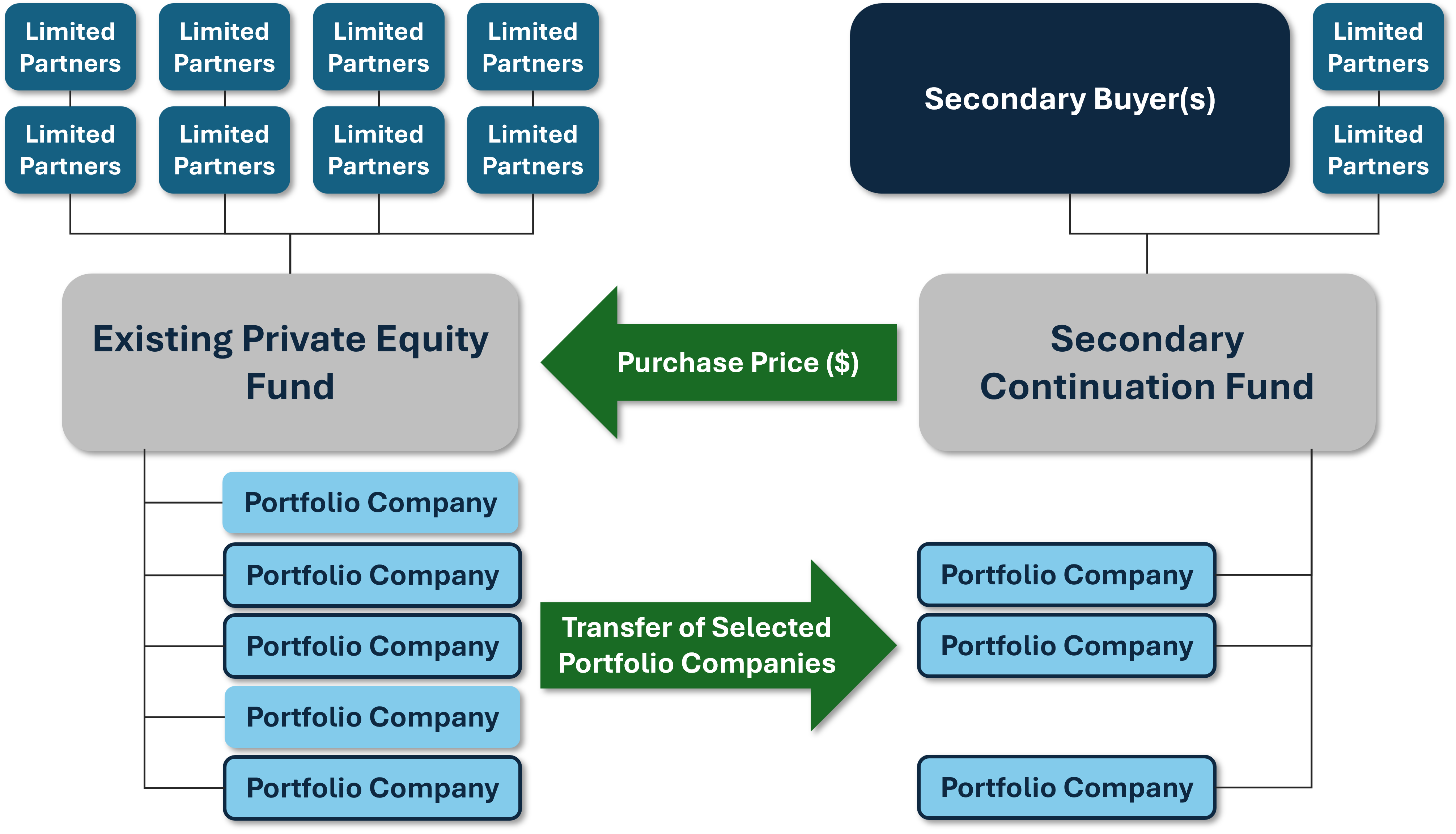
Sơ đồ minh họa việc chuyển nhượng công ty đầu tư tư nhân trên thị trường thứ cấp do GP khởi xướng thông qua Quỹ Tiếp tục (Continuation Fund).

## Lịch sử và phát triển

### Lịch sử ban đầu và sự phát triển của vốn mạo hiểm
Hạt giống của ngành công nghiệp cổ phần tư nhân Hoa Kỳ được gieo vào năm 1946 với sự thành lập của hai công ty vốn mạo hiểm: American Research and Development Corporation (ARDC) và JH Whitney &amp; Company.  Trước Thế chiến II, các khoản đầu tư vốn mạo hiểm (ban đầu được gọi là "vốn phát triển") chủ yếu là lĩnh vực của các cá nhân và gia đình giàu có. Năm 1901, J.P. Morgan được cho là đã thực hiện thương vụ mua lại có đòn bẩy đầu tiên của <b>Carnegie Steel Company</b> bằng cách sử dụng vốn cổ phần tư nhân.  Tuy nhiên, kỷ nguyên hiện đại của cổ phần tư nhân được ghi nhận nhờ Georges Doriot, được mệnh danh là "cha đẻ của chủ nghĩa tư bản mạo hiểm" với việc thành lập ARDC và sáng lập INSEAD, sử dụng vốn huy động từ các nhà đầu tư tổ chức để khuyến khích đầu tư khu vực tư nhân vào các doanh nghiệp do những người lính trở về từ Thế chiến II điều hành. ARDC được ghi nhận với câu chuyện thành công lớn đầu tiên trong lĩnh vực vốn mạo hiểm khi khoản đầu tư 70.000 USD vào Digital Equipment Corporation (DEC) năm 1957 đã được định giá hơn 355 triệu USD sau khi công ty lên sàn chứng khoán vào năm 1968 (một mức lợi nhuận gấp hơn 5.000 lần khoản đầu tư ban đầu và tỷ suất lợi nhuận hàng năm là 101%).    Người ta thường nhắc rằng công ty khởi nghiệp đầu tiên được hậu thuẫn bởi vốn mạo hiểm là <b>Fairchild Semiconductor</b>, công ty sản xuất mạch tích hợp thương mại khả thi đầu tiên, được tài trợ vào năm 1959 bởi tổ chức sau này trở thành <b>Venrock Associates</b>.